# Pajęcznik brązowy
Pajęcznik brązowy (Arachnothera juliae) – gatunek małego ptaka z rodziny nektarników (Nectariniidae). Jest endemitem wyspy Borneo. Nie jest zagrożony. Nie wyróżnia się podgatunków.

## Morfologia

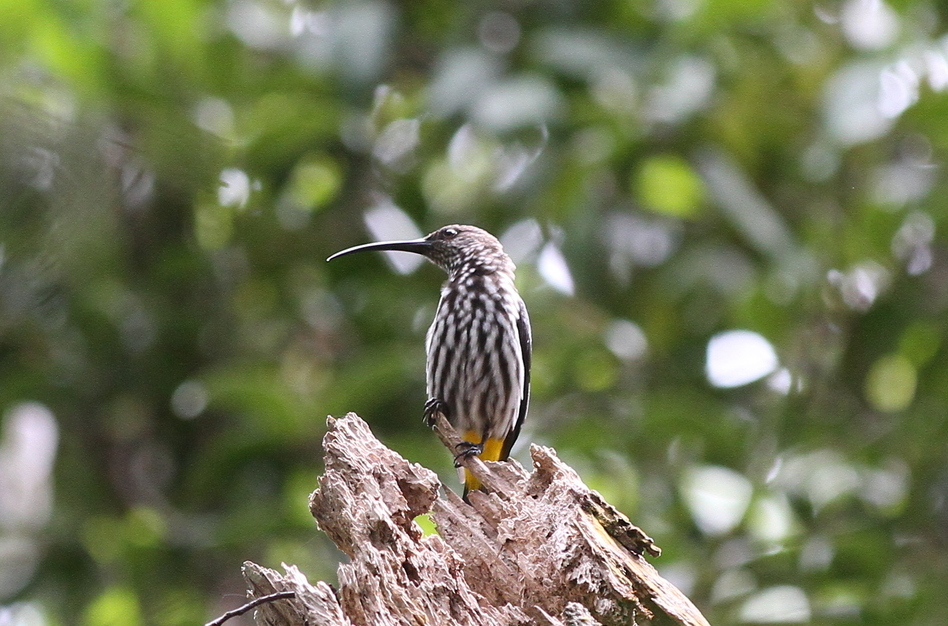

Ciało samca osiąga długość 16,5–18 cm, a samicy 15,5–16,5 cm. Upierzenie w większości brązowe, czubek głowy pokryty białawymi piórami. Na szyi oraz grzbiecie pajęcznika brązowego znajdują się wąskie, białe, nieregularne paski. Kuper jasnożółty. Długi, zakrzywiony dziób o czarnej barwie. Gardło pokryte małymi, biało-brązowymi paskami. Reszta spodnich części ciała o tym samym wzorze, ale z przewagą bieli. Żółtopomarańczowe pokrywy podogonowe.

## Występowanie

### Zasięg występowania
Gatunek endemiczny dla północnej części Borneo. W Malezji zamieszkuje stany Sarawak i Sabah, a w Indonezji prowincję Borneo Północne.

### Środowisko
Lasy położone na wzniesieniach, na wysokościach między 930 a 3000 m n.p.m.

## Zachowanie
Przebywa najczęściej samotnie, w parach lub niewielkich grupach liczących do pięciu osobników.

### Pożywienie
Pajęcznik brązowy żywi się małymi stawonogami, jagodami oraz nektarem.

### Rozród
Obecność gniazd (wysoko na drzewach, ukrytych w naturalnie zwisających kulach z mchu i wyłożonych drobnym, włóknistym materiałem z kory) zarejestrowana w marcu oraz sierpniu. W czerwcu i grudniu odnotowano wzmożoną aktywność gonad u obserwowanych samców.

### Głos
Wysokie, piszczące dźwięki.

## Status
IUCN uznaje pajęcznika brązowego za gatunek najmniejszej troski (LC, Least Concern) nieprzerwanie od 1988 roku. Liczebność populacji nie została oszacowana, ale ptak ten opisywany jest jako lokalnie pospolity. Trend liczebności populacji uznawany jest za spadkowy ze względu na postępujące niszczenie siedlisk.